# 科布扎里夫卡 (瓦爾基區)
49°47′24″N 35°39′58″E / 49.79000°N 35.66611°E
科布扎里夫卡（烏克蘭語：Кобзарівка）是位於烏克蘭東部的村莊，由哈爾科夫州博霍杜希夫區的瓦爾基市鎮負責管轄。該村始建於1670年，面積7.99平方公里，海拔高度157米，2001年人口271，人口密度每平方公里33.9人。